# Las Ventas de Retamosa
Las Ventas de Retamosa és un municipi de la província de Toledo, a la comunitat autònoma de Castella la Manxa. Limita amb La Torre de Esteban Hambrán, Casarrubios del Monte, Camarena i Santa Cruz del Retamar.

## Demografia
| 1996 | 1998 | 1999 | 2000 | 2001 | 2002 | 2003  | 2004  | 2005  | 2006  |
| ---- | ---- | ---- | ---- | ---- | ---- | ----- | ----- | ----- | ----- |
| 690  | 752  | 778  | 804  | 853  | 935  | 1.056 | 1.248 | 1.546 | 1.782 |

## Administració
| Període      | Nom de l'alcalde/-essa        | Partit polític | Data de possessió |
| ------------ | ----------------------------- | -------------- | ----------------- |
| 1979 - 1983  | Antonio Rodríguez Salvador    | UCD            | 19/04/1979        |
| 1983 - 1987  | Rafael Salvador León          | AP/PDP/UL      | 28/05/1983        |
| 1987 - 1991  | Antonio Rodríguez Salvador    | CDS            | 30/06/1987        |
| 1991 - 1995  | Antonio Rodríguez Salvador    | Independent    | 15/06/1991        |
| 1995 - 1999  | Antonio Rodríguez Salvador    | PP             | 17/06/1995        |
| 1999 - 2003  | María Victoria Solana de León | PP             | 03/07/1999        |
| 2003 - 2007  | María Victoria Solana de León | PP             | 14/06/2003        |
| 2007 - 2011  | María Victoria Solana de León | PP             | 16/06/2007        |
| 2011 - 2015  | n/d                           | n/d            | 11/06/2011        |
| 2015 - 2019  | n/d                           | n/d            | 13/06/2015        |
| 2019 - 2023  | n/d                           | n/d            | 15/06/2019        |
| Des del 2023 | n/d                           | n/d            | 17/06/2023        |